# Французы в Уругвае
Французы в Уругвае (фр. Français du Uruguay) являются этнической группой граждан Уругвая, исторически или этнически имеющие отношение к Франции. Французы в Уругвае составляют третью по величине группу переселенцев после испанских уругвайцев и итальянских уругвайцев. До 1853 года основным источником иммигрантов в Уругвай была Франция. Страна приняла наибольшее количество французских иммигрантов в Южной Америке после Аргентины (239 000) и Бразилии (100 000), при этом в период с 1833 по 1843 год было зарегистрировано почти 25 000 переселенцев.

## Французская иммиграция в Уругвай
В первой половине XIX века Уругвай принял наибольшее число французских иммигрантов в Южной Америке. В то время в Новый Свет эмигрировало больше французов только в Соединенные Штаты Америки. Соединенные Штаты приняли 195 971 французских иммигрантов в период с 1820 по 1855 год, а 13 922 француза, большинство из которых из Страны Басков и Беарна, уехали в Уругвай между 1833 и 1842 годами. Затем, после падения режима Росаса в 1852 г., Аргентина обогнала Уругвай и стала главным источником притяжения французских иммигрантов в Латинской Америке.
Большинство французских иммигрантов, поселившихся в Уругвае, иммигрировали между 1838 и 1852 годами, пик пришёлся на 1843 год (10 300 иммигрантов). Французы составляли 41,5% иммигрантов в Уругвае между 1835 и 1842 годами, представляя собой основной источник иммиграции в страну. Во время осады Монтевидео в 1840-х годах из 5800 человек, защищавших город, 2500 были французами. 
До 1853 г. французские баски составляли самую многочисленную группу среди всех иммигрантов в Уругвае, затем их по численности превзошли испанцы и итальянцы. Еще одна большая волна французской иммиграции в Уругвай произошла во время Парагвайской войны до 1870-х годов. 2718 французских иммигрантов поселились в стране в период с 1866 по 1867 год, что составляло 10,1% иммиграции того времени.
Большинство иммигрантов были выходцами из Страны Басков, Беарна и Бигорра.
По оценкам газеты Le Patriote Français, французская колония в Монтевидео в 1841 году насчитывала около 18 000 человек. Другой источник утверждает, что французская колония в Уругвае достигла 14 000 человек в 1842 году, 10 000 из них проживали в Монтевидео и 4 000 в сельской местности. В 1843 году в стране было зарегистрировано 15 000 французов, большинство из которых проживало в Монтевидео, где они составляли треть населения. Это число уменьшилось до 8 891 в 1860 г. (11,5% иностранцев), поскольку многие из них переехали в Буэнос-Айрес, но достигло 17 900 в 1872 г. В 1866 г. французские иммигранты составляли 16,5% иммигрантов в стране (испанцы 33,5% и итальянцы 33%). По переписи 1884 г. в Монтевидео проживало 7 383 француза из 164 028 жителей (т.е. 4,5% населения города). В 1908 году, когда французские иммигранты слились с населением и в страну пришла большая волна иммиграции из Испании и Италии, французы составляли лишь 1% населения (8 341 человек) или 4,6% от иностранцев. Было подсчитано, что в 1912 году в Уругвае проживало 9500 французов, что составляло 6% от 149 400 французов, проживавших в Латинской Америке.

## Статистика
Согласно переписи населения Уругвая 2011 года, 850 человек заявили, что родились во Франции.

| \| Ежегодная французская иммиграция в Уругвай с 1835 по 1842 год \| Ежегодная французская иммиграция в Уругвай с 1835 по 1842 год \| Ежегодная французская иммиграция в Уругвай с 1835 по 1842 год \| Ежегодная французская иммиграция в Уругвай с 1835 по 1842 год \| Ежегодная французская иммиграция в Уругвай с 1835 по 1842 год \| \| Год \| Иммигранты из Франции \| Всего иммигрантов \| % французских иммигрантов \| \| \| ------------------------------------------------------------- \| ------------------------------------------------------------- \| ------------------------------------------------------------- \| ------------------------------------------------------------- \| ------------------------------------------------------------- \| \| 1835 \| 43 \| 613 \| 7% \| \| \| 1836 \| 998 \| 3,146 \| 31.7% \| \| \| 1837 \| 442 \| 2,583 \| 17.1% \| \| \| 1838 \| 2,071 \| 5,424 \| 38.2% \| \| \| 1839 \| 342 \| 1,163 \| 29.4% \| \| \| 1840 \| 835 \| 2,475 \| 33.7% \| \| \| 1841 \| 3,816 \| 7,860 \| 48.5% \| \| \| 1842 \| 5,218 \| 9,874 \| 52.8% \| \| \| Всего \| 13,765 \| 33,138 \| 41.5% \| \| - Марсело Буке, актер - Освальдо Лапорт, актер - Наталья Орейро*, актриса и певица - Хуан Мария Бордаберри, бывший президент и диктатор - Летиция д'Аренберг, бизнесвумен - Граф де Лотреамон, поэт - Жюль Лафорг, поэт - Жюль Супервьель, поэт - Хулио Аббади, футболист - Луис Барбат, футболист - Хавьер Чевантон, футболист - Андрес Флеркин, футболист - Диего Годин, футболист - Джанни Гигу, футболист - Густаво Пойет, футболист - Серхио Рочет, футболист *Девичья фамилия бабушки Орейро — Бурье. Иммиграция в Уругвай 1. 2. 3. 4. 5. 6. 7. 8. 9. 10. |                       |                   |                           |
| Ежегодная французская иммиграция в Уругвай с 1835 по 1842 год |                       |                   |                           |
| Год | Иммигранты из Франции | Всего иммигрантов | % французских иммигрантов |
| 1835 | 43                    | 613               | 7%                        |
| 1836 | 998                   | 3,146             | 31.7%                     |
| 1837 | 442                   | 2,583             | 17.1%                     |
| 1838 | 2,071                 | 5,424             | 38.2%                     |
| 1839 | 342                   | 1,163             | 29.4%                     |
| 1840 | 835                   | 2,475             | 33.7%                     |
| 1841 | 3,816                 | 7,860             | 48.5%                     |
| 1842 | 5,218                 | 9,874             | 52.8%                     |
| Всего | 13,765                | 33,138            | 41.5%                     |